# Yikuang
Yikuang (manchu: ᡳ ᡴᡠᠸᠠᠩ I-kuwang; 16 de novembro de 1838–28 de janeiro de 1917), formalmente conhecido como Príncipe Qing (ou Príncipe Ch'ing), foi um nobre manchu e político da Dinastia Qing. Serviu como primeiro primeiro-ministro do Gabinete Imperial, um cargo criado em maio de 1911 para substituir o Grande Conselho.

## Biografia
Yikuang nasceu no clã Aisin-Gioro como o filho mais velho de Mianxing (綿性), um nobre menor que detinha o título de buru bafen fuguo gong. Ele foi adotado por seu tio, Mianti (綿悌), que detinha o título de zhenguo jiangjun de terceira classe. Seu avô era Yonglin, o 17º filho do Imperador Qianlong e o primeiro na linha de sucessão da nobreza do príncipe Qing, um dos 12 nobres principescos com "chapéu de ferro" da dinastia Qing. 
Yikuang herdou o título de fuguo jiangjun em 1850 e foi promovido a beizi em 1852. Em janeiro de 1860, o Imperador Xianfeng elevou ainda mais Yikuang ao status de beile. Em outubro de 1872, depois que o Imperador Tongzhi se casou com a Imperatriz Xiaozheyi, ele promoveu Yikuang a junwang (príncipe de segundo escalão) e o nomeou yuqian dachen (御前大臣; um ministro sênior subordinado diretamente ao imperador). 

## Serviço sob o imperador Guangxu
Em março de 1884, durante o reinado do Imperador Guangxu, Yikuang foi encarregado do Zongli Yamen (o ministério de fato das relações exteriores) e recebeu o título de "Príncipe Qing de Segunda Classe" (慶郡王). Em setembro de 1885, ele foi encarregado de ajudar o príncipe Chun na supervisão dos assuntos marítimos e navais. Em fevereiro de 1886, ele recebeu o privilégio de entrar na corte imperial interna para se encontrar com o imperador. Em janeiro de 1889, ele recebeu uma nomeação adicional: you zongzheng (右宗正; Diretor Direito da Corte Imperial do Clã). Depois que o Imperador Guangxu se casou com a Imperatriz Xiaodingjing em 1889, ele concedeu privilégios adicionais a Yikuang. Em 1894, quando a Imperatriz Viúva Cixi celebrou seu 60º aniversário, ela emitiu um decreto promovendo Yikuang ao status de qinwang (príncipe de primeira ordem); depois disso, Yikuang foi formalmente conhecido como "Príncipe Qing de Primeira Classe".
Por volta de outubro de 1894, durante a Primeira Guerra Sino-Japonesa, Yikuang foi nomeado para os cargos de alto comissário do almirantado, chefe do Zongli Yamen, e chefe de operações de guerra, com este último tornando-se um quase quartel-general.
Yikuang estava envolvido na "venda" de cargos oficiais, em que uma pessoa poderia obter um cargo oficial por recomendação do príncipe, pagando-lhe uma certa quantia em dinheiro. Ele se tornou uma “pessoa indicada” para negócios de bastidores na política.
Durante a Rebelião dos Boxers de 1899 a 1901, Yikuang foi mais solidário com os estrangeiros, enquanto Zaiyi (Príncipe Duan) ficou do lado dos Boxers contra os estrangeiros. Duas facções foram formadas na corte imperial Qing: um grupo pró-estrangeiro "moderado", liderado por Yikuang, e um grupo xenófobo liderado por Zaiyi.  Yikuang foi desacreditado por sua postura pró-estrangeira em junho de 1900, quando uma força militar multinacional (a Expedição Seymour) marchou de Tianjin em direção a Pequim. Ele foi imediatamente substituído pelo “reacionário” Zaiyi como chefe do Zongli Yamen.   As forças imperiais Qing e os boxeadores, agindo sob o comando de Zaiyi, derrotaram a primeira expedição de Seymour.  Yikuang até escreveu cartas a estrangeiros, convidando-os a se abrigarem nos escritórios de Zongli Yamen durante o Cerco às Legações Internacionais pelos homens de Zaiyi. Outro general pró-estrangeiros, Ronglu, ofereceu-se para fornecer escoltas aos estrangeiros quando seus soldados deveriam estar matando estrangeiros. As forças de Yikuang e Zaiyi entraram em confronto várias vezes.  Yikuang ordenou que seus próprios Bannermen atacassem os Boxers e os Bravos de Kansu. 

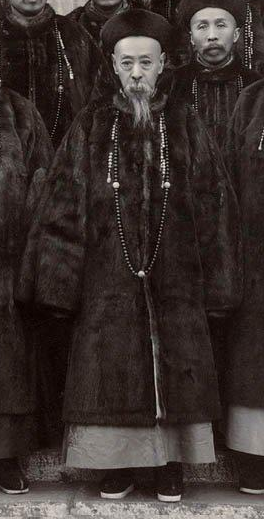
Yikuang

Yikuang foi então enviado pela Imperatriz Viúva Cixi, juntamente com Li Hongzhang, para negociar a paz com a Aliança das Oito Nações depois que invadiram Pequim em 1901. Yikuang e Li Hongzhang assinaram o Protocolo Boxer em 7 de setembro de 1901. Durante a conferência, Yikuang foi visto como um representante, enquanto as negociações propriamente ditas foram feitas por Li Hongzhang. Regressando a Pequim como membro sénior da corte imperial, Yikuang persistiu nos seus velhos hábitos e foi desprezado não só pelos reformadores, mas também pelos funcionários moderados da corte. 
Em junho de 1901, o Zongli Yamen foi convertido no Waiwubu (外務部; Ministério das Relações Exteriores), com Yikuang ainda no comando dele. Em dezembro, o filho mais velho de Yikuang, Zaizhen, foi nomeado beizi. Nas discussões sobre a Manchúria, Yikuang "foi mais ousado em resistir aos russos [do que Li Hongzhang], embora fosse, em última instância, fraco e incapaz de resistir à pressão. Os japoneses o consideravam uma 'não-entidade', mas este julgamento pode ter sido influenciado pelo fato de que ele nem sempre aceitava seus conselhos."  Ele também foi nomeado para o Grande Conselho em março de 1903.  Mais tarde naquele ano, foi nomeado responsável pelos ministérios das finanças e da defesa – além da sua posição como chefe do ministério dos Negócios Estrangeiros. No entanto, ele também foi dispensado de suas funções como yuqian dachen (御前大臣) e substituído por seu filho mais velho, Zaizhen.
Depois que o imperador Guangxu morreu em 14 de novembro de 1908, a imperatriz viúva Cixi escolheu o filho de dois anos de Zaifeng (príncipe Chun), Pu Yi, para ser o novo imperador. Pu Yi foi "adotado" na linhagem do imperador, portanto, ele não era mais filho de Zaifeng. A imperatriz viúva Cixi morreu no dia seguinte.

## Serviço sob o imperador Xuantong
Pu Yi ascendeu ao trono como Imperador Xuantong, com seu pai biológico, Zaifeng (Príncipe Chun), servindo como regente. Em 1911, Zaifeng aboliu o Grande Conselho e substituiu-o por um "Gabinete Imperial", após o qual nomeou Yikuang como Primeiro Ministro do Gabinete Imperial (內閣總理大臣). 
Quando a Revolta de Wuchang eclodiu em outubro de 1911, Yikuang deixou o cargo de primeiro-ministro, oferecendo seu cargo a Yuan Shikai, e nomeou-se Chefe do Executivo do Bideyuan (弼德院; um órgão governamental estabelecido em maio de 1911 que prestava aconselhamento ao imperador). Yikuang e Yuan Shikai persuadiram a Imperatriz Viúva Longyu (Imperatriz Xiaodingjing) a abdicar em nome do Imperador Xuantong. A imperatriz viúva acatou seu conselho em fevereiro de 1912. 

## A vida após a queda da Dinastia Qing
Após a queda da dinastia Qing e o estabelecimento da República da China, Yikuang e seu filho mais velho, Zaizhen, acumularam uma fortuna e mudaram-se de Pequim para a concessão britânica em Tianjin. Mais tarde, eles voltaram para a Residência do Príncipe Qing (慶王府) no número 3 da Rua Dingfu, no distrito de Xicheng, em Pequim. 
Yikuang morreu de doença em 1917 em sua residência. Pu Yi concedeu-lhe o título póstumo de "Príncipe Qingmi de Primeira Classe" (慶密親王). No mesmo ano, Li Yuanhong, o Presidente da República da China, deu permissão a Zaizhen para herdar a nobreza do Príncipe Qing. 